# Malý Horeš
Malý Horeš este o comună slovacă, aflată în districtul Trebišov din regiunea Košice. Localitatea se află la altitudinea de 99 m deasupra n.m., se întinde pe o suprafață de 19,21 km2 și în 2017 număra 1.103 locuitori.

## Istoric
Localitatea Malý Horeš este atestată documentar din 1214.

## Demografie
| An:                | 1994 | 2004   | 2014   | 2024   |
| ------------------ | ---- | ------ | ------ | ------ |
| Număr de persoane: | 1178 | 1112   | 1113   | 1068   |
| Diferență:         |      | −5,60% | +0,08% | −4,04% |

| An:                | 2023 | 2024   |
| ------------------ | ---- | ------ |
| Număr de persoane: | 1073 | 1068   |
| Diferență:         |      | −0,46% |